# Площадь Генерала Захарова
Пло́щадь Генера́ла Заха́рова — площадь в Нахимовском районе Севастополя, на Северной стороне, у вершины Северной бухты, в Сухой (Перевозной) балке.
4 ноября 1934 года безымянная площадь на Северной стороне была названа в честь Отто Юльевича Шмидта, руководителя экспедиции на ледокольном пароходе «Челюскин». 22 декабря 1954 года площадь была переименована в Северную, а 5 мая 1975 года в площадь генерала Захарова в честь Георгия Фёдоровича Захарова, командующего 2-й гвардейской армией, освобождавшей Севастополь в 1944 году с севера.
Площадь застроена пятиэтажными жилыми зданиями (два из них были полностью близнецы, но ныне утратили такой облик), цокольные этажи которых заняты магазинами, предприятиями сферы услуг, есть отделения банков и отделение связи. Посередине площади разбит сквер. Устроен также продуктовый рынок.
На площади Захарова находятся также пассажирские причалы «Северная» (официальное название причала — Причал №10 (для катера) №11 (для парома)). Автобусная станция, с которой отправляются автобусы в направлении посёлка Голландия, Радиогорки, Братского кладбища, станции Мекензиевы горы, пляжа Учкуевка, посёлка Кача, Любимовки и других частей Севастополя, а также междугородная автобусная станция.